# Bắc Giang
Bắc Giang là một phường thuộc tỉnh Bắc Ninh, Việt Nam.
Đây là nơi đặt trụ sở Ủy ban nhân dân tỉnh Bắc Ninh.

## Địa lý
Phường Bắc Giang có vị trí địa lý:
- Phía đông giáp xã Tân Dĩnh
- Phía tây giáp phường Đa Mai
- Phía nam giáp các phường Tân Tiến và Tiền Phong
- Phía bắc giáp xã Mỹ Thái.

Phường Bắc Giang có diện tích 23,23 km², dân số 122.838 người, mật độ dân số đạt 5.287 người/km².

## Lịch sử
Ngày 16 tháng 6 năm 2025, Ủy ban Thường vụ Quốc hội ban hành Nghị quyết số 1658/NQ-UBTVQH15 của UBTVQH về việc sắp xếp các đơn vị hành chính cấp xã của tỉnh Bắc Ninh năm 2025. Theo đó, sắp xếp toàn bộ diện tích tự nhiên, quy mô dân số của các phường Thọ Xương, Ngô Quyền, Xương Giang, Hoàng Văn Thụ, Trần Phú, Dĩnh Kế và Dĩnh Trì thành phường mới có tên gọi là phường Bắc Giang.

## Địa chỉ trụ sở các cơ quan
- Trụ sở UBND phường: Số 10, đường Hoàng Văn Thụ, phường Bắc Giang
- Trung tâm phục vụ hành chính công: Số 637, đường Lê Lợi, phường Bắc Giang
- Công an phường
  - Cơ sở 1: Số 1, đường Trần Quốc Toản, phường Bắc Giang
  - Cơ sở 2: Số 87, đường Lê Lai, phường Bắc Giang

## Di tích lịch sử
Thành Xương Giang là một di tích quốc gia đặc biệt của Việt Nam, nằm trên địa bàn phường Bắc Giang. Thành được xây dựng vào đầu thế kỷ XV bởi nhà Minh trong thời kỳ đô hộ Đại Việt, thành Xương Giang từng là căn cứ quân sự chiến lược, nơi tích trữ lương thảo và binh lực lớn của quân Minh. Nơi đây gắn liền với trận chiến Xương Giang năm 1427, một trong những chiến thắng quyết định của nghĩa quân Lam Sơn dưới sự chỉ huy của Lê Lợi, góp phần chấm dứt 20 năm đô hộ tàn bạo của nhà Minh, mở ra thời kỳ độc lập lâu dài cho dân tộc.
Hiện nay, khu di tích Đền Xương Giang được xây dựng để tưởng nhớ chiến công oanh liệt ấy, với các công trình như đền thờ anh hùng nghĩa sĩ Xương Giang, nghi môn, bình phong, tả vu, hữu vu, lầu chuông, lầu trống, am hóa sớ, nhà thủ từ,.... Hằng năm, vào mùng 6 tháng giêng âm lịch, Lễ hội Xương Giang được tổ chức trọng thể, trở thành dịp để nhân dân tưởng nhớ các anh hùng đã hy sinh vì nền độc lập của đất nước. Thành Xương Giang không chỉ là địa chỉ đỏ trong hành trình về nguồn, mà còn là điểm đến văn hóa – lịch sử giàu ý nghĩa tại Bắc Giang.